# La Cumbre (Cáceres)
Pour les articles homonymes, voir La Cumbre.
La Cumbre est une commune de la province de Cáceres dans la communauté autonome d'Estrémadure en Espagne.